# Janne Happonen
Janne Mikael Happonen, né le 18 juin 1984 à Kuopio, est un sauteur à ski finlandais actif depuis 2001. Il a participé aux Jeux olympiques d'hiver de 2006 à Turin, prenant part à la conquête de la médaille d'argent lors du concours par équipe. En individuel, il termine 28e sur le petit tremplin.

## Palmarès

### Jeux olympiques
| Épreuve / Édition | Turin 2006 | Vancouver 2010 |
| Petit tremplin    | 28e        | 19e            |
| Par équipes       | Argent     | 4e             |

### Championnats du monde
| Épreuve / Édition | Sapporo 2007 |
| Grand tremplin    | 37e          |

### Championnats du monde de vol à ski
| Épreuve / Édition | Kulm 2006 | Oberstdorf 2008 | Planica 2010 | Vikersund 2012 |
| Individuel        | 9e        | 5e              | 15e          | 15e            |
| Par équipes       | Argent    | Argent          | Bronze       | 8e             |

### Coupe du monde
- Meilleur classement général : 8e en 2008.
- 7 podiums individuels dont 3 victoires.
- 4 podiums par équipes dont 1 victoire.

#### Saison par saison
| Année | Lieu                                 |
| 2006  | Lahti (Finlande), Planica (Slovénie) |
| 2008  | Kuopio (Finlande)                    |

### Championnats du monde juniors
- 3 médailles d'or : deux par équipes en 2001 et 2002 et une en individuel en 2002.